# Вернер фон Бассевіц-Лефецов
Граф Вернер Геннінг-Фрідріх Ернст фон Бассевіц-Лефецов (нім. Werner Henning-Friedrich Ernst Graf von Bassewitz-Levetzow; 7 червня 1894, Шорссов — 20 серпня 1964, Шпрінге) — німецький землевласник і офіцер, оберст резерву сухопутних військ вермахту, капітан-цур-зее крігсмаріне. Кавалер Лицарського хреста Залізного хреста.

## Біографія
Представник дужа давнього мекленбурзького роду. Син графа Карла фон Бассевіц-Лефецова (1855–1921), президента державного міністерства Мекленбург-Шверіна, і його дружини Маргарити, уродженої графині фон дер Шуленбург (1864–1940). Його сестра Іда Марія (1888–1973) вийшла заміж за принца Оскара Прусського.
2 серпня 1918 року вступив добровольцем в Прусську армію. Учасник Першої світової війни, служив в 1-у гвардійському драгунському полку. З 6 липня 1918 року — командир 2-ї роти 36-го інженерного полку. 19 червня 1919 року демобілізований. Після смерті батька успадкував маєтки Кледен і Дарневіц в Штендалі загальною площею 1122 гектари. В 1930 році вступив в саксонське відділення ордена Святого Йоанна. В 1930/34 роках служив в прикордонних частинах.
З 1 листопада 1937 року — командир 11-ї роти, з 28 серпня 1939 року — 1-го батальйону 94-го піхотного полку, з 1 грудня 1942 року — 96-го гренадерського полку. З 6 грудня 1942 по 8 лютого 1943 року перебував у відпустці. З 14 лютого 1943 по 10 квітня 1944 з 7 серпня 1944 року — знову командир 96-го гренадерського полку. З 28 вересня 1944 року виконував обов'язки командира 32-ї, з 24 грудня 1944 року — 132-ї піхотної, з 10 січня по 1 лютого 1945 року — 12-ї авіапольової дивізії. З 13 лютого по 15 березня 1945 року пройшов курс командира дивізії. 10 квітня 1945 року переведений в крігсмаріне і призначений командиром 2-ї дивізії морської піхоти. 6 травня 1945 року разом з рештками дивізії здався британським військам. В тому ж році його маєтки Кледен і Дарневіц були відібрані радянською окупаційною владою. Після звільнення з полону певний час був заступником командора саксонського відділення ордена Святого Йоанна.

## Сім'я
Одружився з Елізабет фон Кнебель-Деберіц, вдовою його старшого брата Герда (1890–1915). В пари народились 4 дітей. Вернер і Елізабет були членами магдубурзького земельного відділу Асоціації німецького дворянства.

## Звання
- Лейтенант (1914)
- Оберлейтенант (1918)
- Гауптман резерву (20 вересня 1935)
- Майор резерву (8 листопада 1940)
- Оберстлейтенант резерву (11 вересня 1942)
- Оберст резерву (9 червня 1944)
- Капітан-цур-зее (10 квітня 1945)

## Нагороди
- Залізний хрест 2-го і 1-го класу
- Почесний хрест ветерана війни з мечами
- Медаль «За вислугу років у Вермахті» 4-го і 3-го класу (12 років)
- Застібка до Залізного хреста
  - 2-го класу (1 жовтня 1939)
  - 1-го класу (5 липня 1941)
- Нагрудний знак «За поранення» в чорному (30 вересня 1941)
- Штурмовий піхотний знак в сріблі (23 листопада 1941)
- Німецький хрест в золоті (30 березня 1942)
- Медаль «За зимову кампанію на Сході 1941/42» (20 липня 1942)
- Лицарський хрест Залізного хреста (17 вересня 1944)
- Орден Святого Йоанна (Бранденбург), лицар справедливості (1948)